# Cathédrale Sainte-Catherine de Goa
Cette  cathédrale n’est pas la seule cathédrale Sainte-Catherine.
La cathédrale Sainte-Catherine de Goa (ou simplement Sé Cathedral) est un édifice religieux catholique sis à Goa Velha (Vieux Goa), Depuis 1554 cette église est la cathédrale de l’archidiocèse catholique de Goa - le plus ancien diocèse catholique en Asie -, sur la côte ouest de l’Inde. Dédiée à sainte Catherine d'Alexandrie en 1534, elle fut deux fois agrandie et est une des plus anciennes et plus larges églises d’Asie. 

## Histoire
La cathédrale est mise en chantier peu après que le pape Clément VII érige le diocèse de Goa (31 janvier 1533), un diocèse s’étendant alors du cap de Bonne-Espérance à la Chine et au Japon. Suivant de près la conquête de Goa (1510) et la victoire d’Alphonse d’Albuquerque sur l’armée du sultan de Bijapur (le jour de la Sainte-Catherine), sa construction confirme que les portugais s’installent de manière permanente à Goa.
Dans les années 1542 à 1552, saint François Xavier y a exercé son ministère et y a certainement baptisé de nombreux nouveaux chrétiens.
Dès 1557 Goa est détaché de Lisbonne et fait archidiocèse métropolitain avec les diocèses de Cochin et Malacca (Malaisie) comme suffragants.
La cathédrale est agrandie une première fois par le gouverneur George Cabral. Des travaux commencent en 1562 et ne se terminent qu’au siècle suivant, en 1619. Une nouvelle consécration de l'édifice a lieu en 1640. Parallèlement l’importance de l’archidiocèse de Goa ne fait qu’augmenter. En 1577 l’archevêque de Goa est reconnu comme « Primat de l’Orient » par le pape Grégoire XIII.
En 1776 la tour nord de l’édifice s’écroule, donnant à la cathédrale l’aspect qu’on lui connaît aujourd’hui.

## Architecture et patrimoine
Cette vaste église, la plus imposante de Goa, est de style baroque portugais. Elle a 76 mètres de long et 55 mètres de large au transept. Sa nef est double et est flanquée de huit chapelles latérales. Le transept comprend six chapelles également.
- Le maître-autel dédié à sainte Catherine d'Alexandrie est surmonté d’un large retable doré en sept panneaux occupant tout le mur du fond. Six d’entre eux illustrent des scènes de la vie de Sainte Catherine.
- Les fonts baptismaux sont très anciens et datent de la première église (1532). Ils ont probablement été utilisés par Saint François-Xavier.
- Le clocher (la tour sud, à gauche de la façade) abrite cinq cloches. L’une d’entre elles est appelée  la « cloche d’or » étant donné la profondeur du son qu’elle émet.